# Barkat Gourad Hamadou
Barkat Gourad Hamadou (arabe : بركات جورآد حمادو),  né le  1er janvier 1930 à Dikhil dans la côte française des Somalis (aujourd'hui Djibouti) et mort le 18 mars 2018 à Clamart,, est un homme politique français puis djiboutien.

## Biographie
Barkat Gourad Hamadou a d'abord été membre de la milice territoriale.
Après sa carrière politique, il est devenu ambassadeur de Djibouti au Vatican en décembre 2001.

## Carrière politique
Il est élu à l'Assemblée du territoire en 1957, sur la liste de Mahmoud Harbi. Après l'échec du «Non» au référendum de 1958, il est réélu en novembre 1958 sur la liste d'Hassan Gouled Aptidon. En juin 1960, il est ministre de l’enseignement, des sports et de la jeunesse dans le gouvernement d'Ali Aref Bourhan dont il est longtemps très proche. Aux élections territoriales de novembre 1967, il est réélu sur la liste qu'il dirige dans la circonscription de Dikhil. 
Il est élu sénateur de la côte française des Somalis puis du territoire français des Afars et des Issas par l'Assemblée territoriale en 1965, contre Mohamed Kamil Mohamed. Il est réélu en 1974. Gaulliste, il siège dans les rangs de l'Union pour la nouvelle République (UNR). Il démissionne du Sénat en juin 1980, trois ans après l'indépendance du territoire.
Après l'indépendance, il est le troisième Premier ministre de la république de Djibouti du 2 octobre 1978 au 7 mars 2001. 
En 2011, il apporte son soutien à la réélection d'Ismail Omar Guelleh.